# 베일오브글러모건

베일오브글러모건

베일오브글러모건(영어: Vale of Glamorgan, 웨일스어: Bro Morgannwg 브로모르가누그)은 웨일스 남동부에 위치한 주급 자치시로 행정 중심지는 배리이며 면적은 335km2, 인구는 126,300명(2011년 기준), 인구 밀도는 373명/km2이다. 북동쪽으로는 카디프, 북쪽으로는 론다커논타브, 북서쪽으로는 브리젠드 자치시, 남쪽으로는 브리스틀 해협과 접한다.